# Den heldige Frier
Den heldige Frier er en dansk reklamefilm fra 1908, der er instrueret af Alfred James Gee. Den reklamerer for herretøj fra English House og er den anden danske reklamefilm.

## Handling
Denne artikel mangler et handlingsreferat. Hjælp os med at skrive det.

## Medvirkende
- Hilmar Clausen
- A.W. Sandberg
- Valborg Dietrich